# 제2회 미국 감독 조합상
제2회 미국 감독 조합상은 1949년 뛰어난 활동을 보인 영화 감독을 기리기 위해 1950년 5월에 열린 시상식이다. Beverly Hills Hotel에서 개최되었다.

## 수상 및 후보

### 감독상(영화부문)
- 모두가 왕의 부하들 - 로버트 로즌 수상